# Megadolomedes
Genre
Megadolomedes est un genre d'araignées aranéomorphes de la famille des Dolomedidae.

## Distribution
Les espèces de ce genre sont endémiques d'Australie. Elles se rencontrent au Queensland, en Nouvelle-Galles du Sud, au Victoria et en Tasmanie.

## Liste des espèces
Selon World Spider Catalog (version 25.5, 07/02/2025) :
- Megadolomedes australianus (L. Koch, 1865)
- Megadolomedes johndouglasi Raven & Hebron, 2018
- Megadolomedes nord Raven & Hebron, 2018
- Megadolomedes trux (Lamb, 1911)

## Systématique et taxinomie
Ce genre a été décrit par Davies et Raven en 1980 dans les Pisauridae. Il est placé dans les Dolomedidae par Morris, Hazzi et Hormiga en 2025.

## Publication originale
- Davies & Raven, 1980 : « Megadolomedes nov. gen. (Araneae: Pisauridae) with a description of the male of the type-species, Dolomedes australianus Koch 1865. » Memoirs of the Queensland Museum, vol. 20, p. 135-141 (texte intégral).